# Scientific Detective Monthly
Scientific Detective Monthly, également publié sous les titres Amazing Detective Tales et Amazing Detective Stories, est un magazine pulp qui paraît pendant quinze numéros à partir de janvier 1930. 
Initié par Hugo Gernsback lors de sa seconde aventure dans l’édition de science-fiction, le magazine propose des récits policiers et mystérieux imprégnés de rigueur scientifique. La plupart s’appuient sur des connaissances scientifiques contemporaines, sans céder à l’imaginaire : ainsi, une nouvelle du premier numéro illustre l’usage d’un bolomètre pour détecter le rougissement d’une jeune fille noire. Chaque numéro comprend cependant un ou deux récits clairement inscrits dans le domaine de la science-fiction.
À partir de juin 1930, le magazine adopte le titre Amazing Detective Tales, sans doute pour dissiper l’impression d’un « périodique scientifique » que le mot « scientifique » pouvait susciter, selon Hugo Gernsback, et mieux souligner son caractère divertissant. Dans le même temps, Hector Grey laisse sa place d’éditeur à David Lasser, déjà aux commandes des autres revues de science-fiction de Gernsback. Ce changement ne parvient toutefois pas à relancer l’intérêt et la publication s’arrête dès le numéro d’octobre. Gernsback vend alors le titre à l’éditeur Wallace Bamber, qui publie au moins cinq numéros supplémentaires en 1931 sous le nom Amazing Detective Stories.

## Historique de publication

### Contexte général
À la fin du XIXe siècle, des récits mêlant inventions scientifiques et anticipation, à la manière de Jules Verne, se diffusent régulièrement dans la presse populaire. En 1926, Hugo Gernsback lance Amazing Stories, premier magazine entièrement consacré à la science-fiction, contribuant ainsi à affirmer ce genre sur le marché,. En février 1929, il perd toutefois le contrôle de son éditeur, victime de la faillite,,. Dès avril, il fonde Gernsback Publications Incorporated, qu’il scinde en deux filiales : Techni-Craft Publishing Corporation et Stellar Publishing Corporation. Au cours de l’année, il crée trois nouvelles revues, parmi lesquelles Radio Craft, ainsi que deux pulps de science-fiction, Science Wonder Stories et Air Wonder Stories. En septembre paraît le premier numéro de Science Wonder Quarterly. En octobre, Gernsback informe plusieurs auteurs d’une demande croissante pour des récits policiers reposant sur une base scientifique rigoureuse, citant en exemple les séries de Craig Kennedy d’Arthur B. Reeve et de Philo Vance de S.S. Van Dine, alors très populaires. Dans les numéros de janvier 1930 de ses deux magazines, il annonce la création de Scientific Detective Monthly, conçu pour accueillir ce type de récits,.

### Émergence de la science-fiction

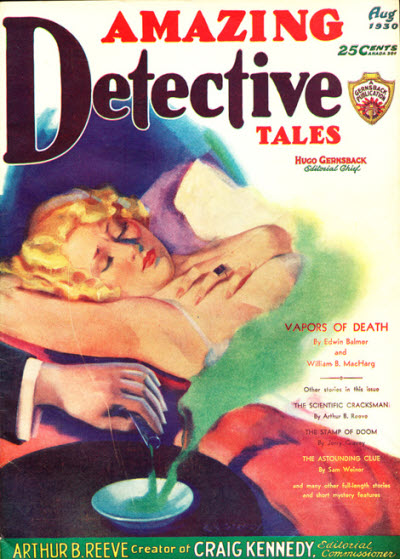
Couverture du numéro d'août 1930, sous le nouveau titre Amazing Detective Tales, illustrée par Earle K. Bergey.

Gernsback envisage la science-fiction comme un précieux outil pédagogique, rappelant que les enseignants l’encouragent, convaincus qu’elle peut transmettre aux élèves des savoirs fondamentaux en sciences et en aviation. Il conçoit Scientific Detective Monthly comme une revue policière dont les intrigues reposent sur des bases scientifiques, alliant ainsi divertissement et enseignement. Ce sous-genre, déjà en vogue aux États-Unis entre 1909 et 1919, connaît à la fin des années 1920 un regain d’intérêt auquel s’inscrit la naissance de ce magazine. Le premier numéro, daté de janvier 1930, est mis en kiosque dès la mi-décembre 1929. Publié par la maison new-yorkaise Techni-Craft Publishing, le magazine est dirigé par Gernsback, qui exerce le rôle de rédacteur en chef et tranche définitivement sur la sélection des récits, tandis que la gestion éditoriale revient à son adjoint Hector Grey.
En février 1930, Hugo Gernsback publie dans Writers' Digest un article intitulé How to Write « Science » Stories, où il livre aux auteurs débutants des conseils destinés à sa nouvelle revue. Il y affirme que les récits policiers ancrés dans la science incarnent l’avenir du genre, et prévoit que les intrigues traditionnelles de gangsters et de détectives classiques s’effaceront bientôt. L’historien Gary Westfahl souligne que ce texte constitue le tout premier « manuel d’écriture » consacré à la science-fiction émergent.
Dès juin, la revue adopte le titre Amazing Detective Tales, tandis que Gernsback regroupe Science Wonder Stories et Air Wonder Stories sous l’appellation Wonder Stories, redoutant que le terme « Science » n’effraie certains lecteurs, qui pourrait y percevoir un simple périodique scientifique,. Cette même appréhension explique sans doute le renommage de Scientific Detective Monthly. Au numéro suivant, David Lasser succède à Grey à la direction, déjà responsable des autres titres de science-fiction de Gernsback. La ligne éditoriale s’oriente alors nettement vers la science-fiction. Sous cette nouvelle identité, la publication se poursuit pendant cinq numéros, jusqu’en octobre 1930. La fin paraît soudaine : ce dernier numéro annonce encore un passage au format pulp standard prévu pour novembre, ainsi que deux récits programmés pour ce même mois,. Par la suite, Gernsback cède le titre à Wallace Bamber, qui en publie au moins cinq nouveaux numéros dès février 1931. Aucun exemplaire n’est répertorié pour juin, juillet, ni au-delà du mois d'août la même année.

## Contenu
Les récits publiés dans Scientific Detective Monthly relèvent pour l’essentiel du genre policier, la science-fiction n’y occupant qu’une place marginale. La science qui y figure repose en effet, le plus souvent, sur des procédés déjà éprouvés ou sur des applications concrètes. Dans le premier numéro, par exemple, The Mystery of the Bulawayo Diamond d’Arthur B. Reeve met en scène des méthodes peu communes, mais l’intrigue se résout grâce à un bolomètre capable de détecter un rougissement sur le visage d’une femme noire. Dans The Campus Murder Mystery de Ralph W. Wilkins, l’assassin congèle le cadavre afin d'en dissimuler la cause du décès. Deux autres nouvelles de ce même numéro mobilisent, pour leur part, un catalyseur chimique et des mesures électriques de la sudation palmaire, inscrivant ainsi la science dans une dimension strictement technique. La seule œuvre relevant véritablement de la science-fiction dans cette première livraison est The Perfect Counterfeit de Captain S.P. Meek, où un duplicateur de matière permet de falsifier des billets de banque. The Bishop Murder Case de Van Dine y débute également sa parution en feuilleton, sans doute pour stimuler les ventes, la version reliée ayant connu un succès notable peu de temps auparavant. Ce roman, cependant, ne comporte aucun élément de science-fiction. Sur l’ensemble de la publication, un ou deux récits par numéro seulement intègrent des composantes susceptibles de relever de ce registre. L’historien Mike Ashley observe qu'Hugo Gernsback a manifesté un intérêt plus marqué pour la science appliquée à l'enquête criminelle que pour les spéculations scientifiques proprement dites. La revue se compose ainsi majoritairement de récits articulés autour de dispositifs techniques, un type de narration que Gernsback privilégie déjà depuis plusieurs années dans ses autres publications. La couverture du premier numéro, signée Jno Ruger, représente d'ailleurs un détective qui utilise un appareil électronique pour analyser les réactions physiologiques d’un suspect.

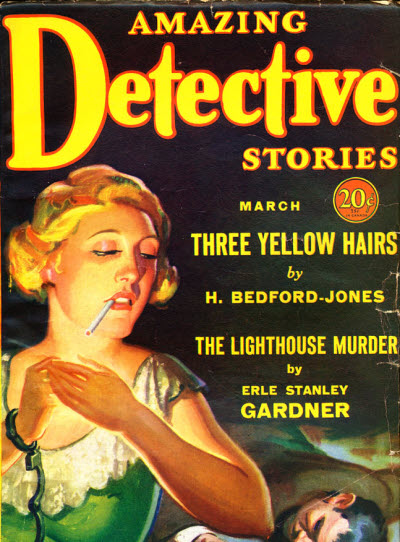
Couverture du numéro de mars 1931, désormais intitulé Amazing Detective Stories. L'artiste est probablement Lyman Anderson.

Les numéros suivants rassemblent des récits d’auteurs déjà établis ou appelés à le devenir dans le domaine de la science-fiction, tels que Lloyd Arthur Eshbach, David H. Keller, Ed Earl Repp, Neil R. Jones et Edmond Hamilton. Pourtant, leurs histoires ne s'inscrivent pas systématiquement dans ce genre. Ainsi, dans The Invisible Master d'Edmond Hamilton, la science semble expliquer l'invisibilité, mais le dénouement révèle une illusion qui ramène l'intrigue à un simple polar. Clark Ashton Smith, davantage reconnu pour son œuvre fantastique que pour ses incursions dans la science-fiction, publie en octobre 1930 Murder in the Fourth Dimension, où le protagoniste use de la quatrième dimension pour faire disparaître le corps de sa victime.
La revue ne se limite pas à la fiction et accorde dès son premier numéro une large place à la non-fiction, qu'il s'agisse des lettres des lecteurs obtenues grâce à la promotion auprès des abonnés des autres publications de Gernsback, des critiques littéraires ou des encarts divers dédiés au crime et à la science. Elle invite ses lecteurs à un exercice d'observation en présentant une scène de crime à étudier puis à un questionnaire destiné à tester leur mémoire des détails, complété par des questions sur les notions scientifiques évoquées dans les récits. La rubrique « Notes Science-Crime » réunit quant à elle des actualités où se croisent innovations technologiques et affaires criminelles. Dans son éditorial, Gernsback soutient que la science pourrait finir par faire disparaître la délinquance et prédit que policiers et coupables tireront profit des avancées scientifiques. La page de titre fait figurer des spécialistes reconnus tels qu’Edwin Cooley, professeur de criminologie à l’université Fordham, tandis que certains membres de la rédaction se voient attribuer des titres imaginaires, comme C.P. Mason, présenté comme « criminologiste scientifique ».
Une fois la revue cédée, Bamber réoriente sa ligne éditoriale vers une fiction policière plus classique en y intégrant notamment des récits d'Edgar Wallace tels que The Feathered Serpent.
Les premières couvertures du magazine passent sous silence les noms des auteurs, une omission sans doute regrettable, car elle prive les lecteurs de science-fiction d’un repère familier susceptible d’éveiller leur intérêt. À l'inverse, ceux que les sujets plus réfléchis de la non-fiction pourraient séduire se voient probablement rebutés par des visuels de couverture trop tapageurs. Faute de disposer d’un corpus de fiction suffisamment étoffé, Gernsback échoue à faire de Scientific Detective Monthly une véritable synthèse des deux univers. Le résultat, inabouti, peine à fédérer les amateurs de l'un comme de l'autre. L'historien Robert Lowndes y voit une « expérience fascinante », mais fondamentalement manquée.

## Détails bibliographiques
| | Janvier | Février | Mars | Avril | Mai | Juin | Juillet | Août | Septembre | Octobre | Novembre | Décembre |
| --- | ------- | ------- | ---- | ----- | --- | ---- | ------- | ---- | --------- | ------- | -------- | -------- |
| 1930 | 1/1     | 1/2     | 1/3  | 1/4   | 1/5 | 1/6  | 1/7     | 1/8  | 1/9       | 1/10    |          |          |
| 1931 |         | 2/1     | 2/2  | 2/3   | 2/4 |      |         | 3/1  |           |         |          |          |
| Numéros de Scientific Detective Monthly avec indication du volume et du numéro, codés par couleur selon le rédacteur en chef : Hector Grey (bleu), David Lasser (jaune) et inconnu (orange), |         |         |      |       |     |      |         |      |           |         |          |          |

Scientific Detective Monthly paraît d’abord sous l’égide de la Techni-Craft Publishing Co. de New York, qui publie les dix premiers numéros avant que Fiction Publishers, Inc., également basée à New York, ne prenne la relève. Hugo Gernsback en assure la direction éditoriale durant cette période initiale. Hector Grey supervise les six premiers numéros, puis David Lasser prend en charge les quatre suivants. L'identité du rédacteur des numéros de 1931 demeure inconnue. La publication se compose de trois séries : dix numéros dans la première, quatre dans la seconde et un dernier numéro isolé. En juin 1930, le titre change pour Amazing Detective Tales avant d’adopter Amazing Detective Stories en février 1931. Tout au long de son existence, le magazine conserve un format pulp grand format de 96 pages, au prix de 25 cents.